# Natalia Komarova
Natalia Komarova (21 octobre 1955) est une femme politique russe. Elle est députée à la Douma d'État de 2001 à 2010 et gouverneure du district autonome des Khantys-Mansis de 2010 à 2024.